# NGC 3274
NGC 3274 este o galaxie spirală situată în constelația Leul. A fost descoperită în 11 aprilie 1785 de către William Herschel. Se află la o distanță de 6,18 megaparseci de Pământ.